# 早川博隆
早川 博隆（はやかわ ひろたか、9月9日 - ）は、日本の作曲家・編曲家・音楽プロデューサー。株式会社Rebrast代表。法政大学卒業。

## 来歴
3歳のころからクラシックピアノを弾き始め、中高では吹奏楽部でトロンボーンを担当しつつ、作曲経験も積んだ。法政大学に進学後は、湯川新教授のもとジャズ研究に注力した。在学中からHIPHOPやR＆B、同人音楽など幅広いジャンルで楽曲制作を行ってい、音楽の引き出しを増やしていった。
プロとしての転機は、大学時代にShogoというトップライナーとの出会いがもたらしたスカウトだった。Shogoとともにイベントに参加していた際、作曲事務所から声をかけられ、EXILE系の仕事を持つその事務所と契約。以降、商業音楽の世界へ本格的に踏み出す。当初は会社員として働きながら、月数本のペースで楽曲提供を行っていたが、徐々に音楽一本に絞ることを決断。
2018年にはAKB48の「Teacher Teacher」で日本レコード大賞優秀作品賞を受賞。以降はプロデュース依頼が増え、Rebrast代表としても活動を拡大し、音楽制作のみならず、企画演出や映像・振付のディレクションに至るまで幅広く手がけるようになる。また、テレビCMや舞台音楽への参加も積極的に行い、JRAや花王、バンダイなどの広告案件でも編曲を担当。近年では音楽ユニット「CUTIE STREET」「Stella Phizz」などを通じて、新しいアイドル像や音楽表現の提示にも取り組んでいる。

## 人物
千葉県松戸市出身。幼少期からクラシック音楽に親しみ、家庭では母親が流すクラシックやジャズ、父親が好むJ-POPに自然と触れる環境で育った。また、音楽番組で聞いた松任谷由実の「春よ来い」に感動し作曲を始める。中学時代にはラジオを通じて様々な音楽に興味を広げ、GEOでCDを借りてMDに録音するなど、熱心に音楽を探求していた。
学生時代の音楽的嗜好は非常に幅広く、クラシックやジャズに加え、ダンスミュージック、J-POP、R&B、HIPHOP、同人音楽まで多様。中でも影響を受けた人物として、BACHLOGIC、Jeff Miyahara、HIROといった日本の音楽業界をけん引するプロデューサーを挙げており、そうした先達のサウンドを研究し、自らの作曲技法へと取り入れていった。
感性だけでなく論理的な側面も強く持ち合わせており、幼少期から「このメロディーとコードは合ってない」と感じるほど音楽に対する分析力があった。そうした素養が、のちの多彩なプロデュース能力へとつながっている。
また、会社勤務経験を経たことで、社会人としての言葉遣いや調整力なども身につけ、今の仕事のスタイルに活かしている。作ることだけでなく「録る」「演出する」「魅せる」といった一連のプロセス全体を見通せる人物であり、今ではオーケストラや生バンドによる演奏のディレクションも行うなど、音楽プロデューサーとしての総合的な視野を有している。
20代後半以降は「自分のスキルが一気に向上した」と語っており、若い頃の勢い任せの作曲から、理論と経験に裏打ちされたクリエイティブへと成長。今ではジャズ要素を取り入れた作曲も行いながら、ポップスやアイドル楽曲を中心に幅広いジャンルで活躍している。

## 主な作品
IZ*ONE
- ご機嫌サヨナラ（渡邉俊彦と共編曲）
- 好きになっちゃうだろう? (IZ*ONE Ver.)（Belexと共編曲）- アルバム「COLOR*IZ」「Twelve」に収録。
- Waiting（渡邉俊彦と共編曲）

アイドルマスター ミリオンライブ！
- Special Wonderful Smile（中原徹也と共作詞、関根佑樹と共作曲）
- 旅立ちのコンパス（半田彬倫と共作曲）
- DIAMOND JOKER（作詞・Tsubasaと共作編曲）
- 絵羽模様（作曲・柿迫ヒカルと共編曲）
- 電波感傷（作曲・編曲）

Aqours
- SKY JOURNEY（作編曲）

AZALEA
- 卒業ですね（作曲）

AKB48グループ
- AKB48
  - Teacher Teacher（陽向佑斗、Belexと共作曲・Belexと共編曲）

- NGT48
  - 出陣（尋木ヒロと共作編曲）

- STU48
  - 僕たちはシンドバッドだ（吉田司と共作曲・編曲）

KARAKURI
- Winning Day（作編曲）

学園アイドルマスター
- The Rolling Riceball（Recording Director）
- 冠菊（河原レオと共作曲）
- Ride on Beat（田中龍志、柿迫ヒカルと共作曲・柿迫ヒカルと共編曲）
- つよつよ最強エクササイズ（Sound Director for Instrument Recorded）

STARTO ENTERTAINMENT関連
- 宮舘涼太
  - Moon（Gustav Mared, Shogoと共作曲）

電音部プロジェクト
- 外神田文芸高校（アキバエリア）
  - 桃源郷コンダクター（Chorus Arrangement、Vocal Direction）
- 港白金女学園（アザブエリア）
  - EDGE OF LINEN（作曲・Tsubasaと共編曲）
  - Home Coming（宇都圭輝と共作編曲）
- OKINI☆PARTY'S（シンサイバシエリア）
  - NANIMONO（天才凡人シマダと共作曲）
- Ma'Scar'Piece（シモキタザワエリア）
  - Ma’Scar'Piece（作詞・柿迫ヒカルと共作曲）

KAWAII LAB.
FRUITS ZIPPER
- 君の明るい未来を追いかけて（中原徹也と共作詞・作曲）
- skyfeelan（作詞・作曲）
- We are Frontier（大山恭子と共作詞・Tsubasaと共作曲）
- ぴんきーれっど（渡邉俊彦と共作編曲）
- すーぱーかれんたいむ！（大山恭子と共作詞、Tsubasaと共作編曲）
- 虹（Shogoと共作詞作曲）
- ずるい、かわゆい（櫻井優衣ソロ曲）（渡邉俊彦と共作曲・共編曲）
- かわいいけいばイケメンケイバ（JRA CM曲）（作詞・柿迫ヒカルと共作曲・共編曲）

CANDY TUNE
- ナナイロプロローグ（作詞・作曲）
- 未完な青春（尋木ヒロと共作曲）
- Twilight Dilemma（Tsubasaと共作曲）
- 必殺あざとポーズ（加藤弘也と共作曲・共編曲）
- いえなかったことば ～ありがとう～（作詞・渡邉俊彦と共作曲・共編曲）

SWEET STEADY
- ぱじゃまぱーてぃー！（柿迫ヒカルと共作曲）
- ぐっじょぶ！（小池竜暉と共作詞作曲）

CUTIE STREET
- ハッピー世界！（大山恭子と共作詞・瀧澤純一と共作曲）
- かわいいだけじゃだめですか？（渡邉俊彦と共作編曲）

fav me
- すきなんかじゃ…にゃい！（小池竜暉と共作曲・加藤祐平と共編曲）

Cutenka!
- ッ突破型人生計画（渡邉俊彦と共編曲）

Crossover&Co.
- farewell（編曲）

KOBerrieS♪
- ありがとう〜Dear パパ ママ〜（編曲）

最弱無敗の神装機竜VI
- Against “Profile”（編曲）

ザ・コインロッカーズ
- 憂鬱な空が好きなんだ（村山シベリウス達彦と共作曲）

GENIC
- MOONLIGHT（Shogoと共作詞、Shogo・古峰拓真と共作曲）
- ENDER（小池竜暉・ 柿迫ヒカルと共作曲、柿迫ヒカルと共編曲）

Task have Fun
- 「クーリングオフはできません！」（作詞・編曲）

DA PUMP
- All 2 You（小高光太郎、UiNAと共作曲・小高、Belexと共編曲）

22/7
- 今年 初めての雪（古峰拓真と共編曲）

乃木坂46
- 風船は生きている（三好翔太と共編曲）
- 忘却と美学（作曲）
- 帰り道は遠回りしたくなる（渡邉俊彦と共編曲）

≠ME
- サマーチョコレート（杉原亮と共編曲）

PRODUCE 48
- 好きになっちゃうだろう?（Belexと共に編曲） - 日韓オーディション番組「PRODUCE 48」デビュー評価アルバム「PRODUCE 48 - FINAL」に収録。

PiXMiX
- Brightness（HULKと共作曲）

ふぇありーているず!
- Sky is the limit(cry cry cry)(作詞・作曲)
- Bachelor(作詞・作曲・編曲)

ミス・モノクローム（堀江由衣）
- カラフル（編曲）

ラクエンロジック
- My dearest Hero（編曲）

Lead
- Zoom up（作曲）

Le☆S☆Ca
- タンポポ（編曲）

Hey!Mommy!
- Hey!Yummy!（作詞・柿迫ヒカルと共作曲）